# Zbrodnie nacjonalistów ukraińskich w powiecie rohatyńskim

Powiat rohatyński na mapie województwa stanisławowskiego

Zbrodnie nacjonalistów ukraińskich w powiecie rohatyńskim – lista zbrodni nacjonalistów ukraińskich na ludności polskiej w powiecie rohatyńskim w okresie II wojny światowej.

## Tabela
| Zbrodnie według miejscowości       | Gmina              | Data                                  |
| ---------------------------------- | ------------------ | ------------------------------------- |
| Zbrodnia w Berestanach             |                    |                                       |
| Zbrodnia w Bołszowcach             | Gmina Bołszowce    |                                       |
| Zbrodnia w Bukaczowcach            | Gmina Bukaczowce   | 3 maja 1944                           |
| Zbrodnia w Bursztynie              | Gmina Bursztyn     |                                       |
| Zbrodnia w Byble                   | Gmina Bybło        | luty 1943, 18 lutego 1944             |
| Zbrodnia w Chochoniowie            | Gmina Chochoniów   | 27/28 marca 1944                      |
| Zbrodnia w Czachrowie              | Gmina Żurów        | 20 października 1943                  |
| Zbrodnia w Dryszczowie             | Gmina Konkolniki   | czerwiec 1944                         |
| Zbrodnia w Dytiatyniu              | Gmina Konkolniki   |                                       |
| Zbrodnia w Firlejowie              | Gmina Firlejów     | 15/16 lutego 1944                     |
| Zbrodnie we Fradze                 | Gmina Podkamień    | 1943, 5 lutego 1944, 14 kwietnia 1944 |
| Zbrodnia w Herbutowie              | Gmina Bołszowce    |                                       |
| Zbrodnia w Honoratówce             | Gmina Puków        | 1943                                  |
| Zbrodnia w Jabłonowie              | Gmina Konkolniki   | 1944                                  |
| Zbrodnie w Karolówce               | Gmina Bukaczowce   | 5 maja 1944, lipiec 1944              |
| Zbrodnia w Lipicy Górnej           | Gmina Lipica Dolna |                                       |
| Zbrodnia w Ludwikówce              | Gmina Bursztyn     | 17/18 lutego 1944                     |
| Zbrodnia w Podszumlańcach          | Gmina Konkolniki   | luty 1944                             |
| Zbrodnia w Podkamieniu             | Gmina Podkamień    | 19 lutego 1944                        |
| Zbrodnia w Poświerzu               | Gmina Bukaczowce   | 1944                                  |
| Zbrodnia w Sarnkach Dolnych        | Gmina Sarnki Dolne | 1943, marzec 1944                     |
| Zbrodnia w Skoromochach Starych    |                    |                                       |
| Zbrodnia w Słobódce Bołszowieckiej | Gmina Bołszowce    | 4 lutego 1944                         |
| Zbrodnia w Słobodzie Konkolnickiej | Gmina Konkolniki   | styczeń 1944, 2 kwietnia 1944         |
| Zbrodnia w Stratyniu               |                    |                                       |